# 拉沙·沙夫达图阿什维利
拉沙·沙夫达图阿什维利（1992年1月31日—），生于哥里，格鲁吉亚柔道运动员。他在2012年夏季奥林匹克运动会上获得男子柔道66公斤级金牌。
2011年获得欧青赛冠军，世青赛季军。2012年获得第比利斯世界杯、 布拉格世界杯冠军，欧锦赛个人赛季军，团体赛冠军，里约热内卢大满贯季军，布宜诺斯艾利斯世界杯冠军和伦敦奥运会冠军。